# Neverwinter Nights (videogioco 1991)
Neverwinter Nights fu il primo MMORPG  grafico, pubblicato da Strategic Simulations per MS-DOS, che funzionò dal 1991 al 1997 su AOL.

## Modalità di gioco
Neverwinter Nights fu sviluppato per essere giocato in maniera simile alla serie di giochi basati sul motore grafico Gold Box. I giocatori dovevano creare un personaggio, e al di fuori della procedura di creazione il gioco si svolgeva mostrando uno schermo che visualizzava le interazioni testuali, i nomi e lo stato dei membri del gruppo di personaggi e una finestra con che visualizzava la zona geografica marcata con piccole e grandi icone di personaggi ed eventi. Durante il combattimento lo schermo passava alla modalità di combattimento, nella quale i personaggi e i nemici erano rappresentati da icone che potevano spostarsi durante la battaglia.

## Storia
Neverwinter Nights venne sviluppato congiuntamente da AOL, Stormfront Studios, SSI e TSR (che venne acquisita dalla Wizards of the Coast nel 1997).
Don Daglow e il gruppo di sviluppo giochi della Stormfront iniziarono a lavorare con AOL per sviluppare un gioco online originale nel 1987, sia in formato testuale che grafico. All'epoca AOL era un servizio online accessibile solo ai Commodore 64, noto come   Quantum Computer Services, con solo poche migliaia di abbonati ed era chiamato Quantum Link.  La grafica online alla fine degli anni ottanta era fortemente limitata dall'ampiezza di banda dei modem, che poteva essere anche di soli 300 bit/secondo.
In 1989 il gruppo di sviluppatori di Stormfront iniziò a collaborare con la SSI sui giochi su licenza di Dungeons & Dragons usando il motore grafico Gold Box che aveva debuttato con  Pool of Radiance nel 1988.  Nel giro di qualche mese si resero conto che era tecnicamente possibile combinare un gioco basato su Gold Box con una comunità incentrata sui giochi online per creare un MMORG grafico. Sebbene il programma multigiocatore di combattimento aereo Air Warrior (sempre della Kesmai) fosse stato online dal 1987, tutti i videogiochi di ruolo precedenti erano stati testuali.
In una serie di incontri a San Francisco e a Las Vegas tra Steve Case e Kathi McHugh di AOL, Jim Ward della TSR e Chuck Kroegel della SSI, Don Daglow e il programmatore Cathryn Mataga della SSI convinsero gli altri tre partner che il progetto era fattibile. Case approvò i fondi per Neverwinter Night e il lavoro iniziò, con il gioco che venne reso disponibile 18 mesi più tardi, nel marzo 1991.
Daglow scelse Neverwinter come locazione per il gioco per le sue caratteristiche magiche (un fiume di acqua calda che fluisce da una foresta innevata in un mare nordico) e dalla sua vicinanza a diversi tipi di terreno. L'area era inoltre abbastanza vicina ad altri giochi della serie Gold Box da permettere di creare sottotrame collegate tra il gioco online e i titoli basati sui dischetti.

## Espansioni e popolarità
Il gioco originale venne espanso una volta nel 1992 dal programmatore Keith Ledbetter. Circa a quest'epoca gli abbonamenti ad AOL stavano crescendo rapidamente, con l'adozione dell'email dagli americani che spingeva a nuove sottoscrizioni. AOL diresse tutti i suoi sforzi nel cercare di tenersi alla pari con l'esplosione delle richiesta di connessioni e capacità online. AOL sospese lo sviluppo di tutti i giochi, tranne Neverwinter Night e la capacità del gioco venne migliorata da miglioramenti ai server, ma non con l'aggiunta di nuove aree per giocare. Nonostante ciò il gioco originale rimase una delle aree più attive di AOL fino a quando non sorse un disaccordo tra AOL e TSR sui diritti futuri del gioco. Migliaia di appassionati giocatori di Neverwinter Night si sollevarono in protesta e la cosa fu notata dai media nazionali, ma senza risultati. Neverwinter Night venne chiuso nel luglio 1997.
Molta della popolarità del gioco era basata sulla presenza di clan di giocatori attivi e creativi, che organizzarono molti eventi online per i loro membri. Era questa base dedicata di fan che BioWare cercò di catturare ottenendo la licenza per Neverwinter Nights da AOL e dalla TSR per la base del nuovo Neverwinter Nights (2002).
Neverwinter Nights ottenne un'attenzione incidentale dai media quando lo staff tecnico e di marketing di AOL comparve nella campagna  Don't Copy That Floppy della Software Publishers Association.
Nel 1998, iniziò lo sviluppo di un clone di Neverwinter Nights intitolato Forgotten World.
Dopo la pubblicazione del gioco della BioWare nel 2002 un gruppo di precedenti giocatori di Neverwinter Nights usarono l'Aurora toolset incluso nel nuovo gioco per ricostruire il contenuto del Neverwinter Nights e ospitarlo online come gioco multigiocatore, sebbene con una capacità di giocatori limitata, ottenendo un modesto successo, ma il numero di giocatori è andato calando con gli anni man mano che le opzioni di gioco online si sono ampliate e la tecnologia del gioco è invecchiata.

## Accoglienza
La capacità di ogni server crebbe da 50 giocatori nel 1991 a 500 giocatori per il 1995. Alla fine il gioco divenne una parte gratuita dell'abbonamento ad AOL. Vicino alla fine della sua vita nel 1997 il gioco aveva 115.000 giocatori ed ospitava tipicamente 2.000 avventurieri durante le ore di picco, un incremento del 4000% dal 1991.
Il gioco venne recensito nel numero 179 di Dragon, ottenendo 4 stelle su 5.
Nel 2008 Neverwinter Nights ricevette insieme a EverQuest e World of Warcraft) il Technology & Engineering Emmy Award per il loro contributo alla forma d'arte dei giochi MMORPG. Don Daglow accettò il premio per i partner della Stormfront Studios, AOL e Wizards of the Coast.